# 池田剛基
池田 剛基（いけだ ごうき、1984年8月5日 - ）は、北海道札幌市出身の元プロ野球選手（内野手）。左投左打。

## 来歴
札幌市立栄南中学校時代はシニアリーグの札幌新琴似シニアに所属。
北海道鵡川高等学校では主将として活躍し、3年時の2002年に21世紀枠で第74回選抜高等学校野球大会に出場。高校通算39本塁打。2002年のプロ野球ドラフト会議で日本ハムファイターズから7巡目指名を受け入団した。
日本ハムが北海道に本拠地移転決定後初の北海道出身選手であり、長距離砲として期待されたが、左ひじの故障などで一軍出場がないまま、2005年シーズン終了後に戦力外通告を受け現役引退。
引退後は日本ハムの球団職員に転身し、ベースボールアカデミーのコーチ（野球教室講師）などを務めた。
日本ハムと北海道足寄郡足寄町が締結したパートナー協定に基づいた人材派遣として、2018年4月から足寄町の任期付職員となり、同町の教育委員会に勤務している。また、2020年より北海道足寄高等学校の野球部の監督に就任した。

## 詳細情報

### 年度別打撃成績
- 一軍公式戦出場なし

### 背番号
- 62 （2003年 - 2005年）